# Jari (bande dessinée)
Pour les articles homonymes, voir Jari.
Jari est une série de bande dessinée créée par Raymond Reding, sur le thème du sport et de la jeunesse, principalement dans le monde du tennis.
Cette série est parue dans le Journal de Tintin, en plusieurs épisodes de 1957 à 1977-1978.

## Le thème

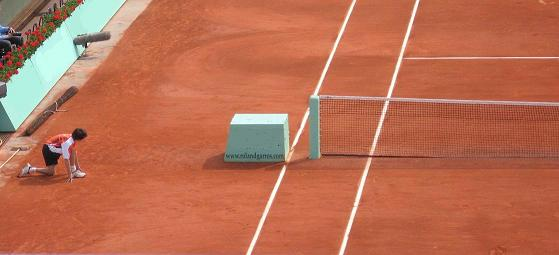
Au début de la série, Jari rêve d'être ramasseur de balles à Roland-Garros.

Le jeune Jari, orphelin, est passionné de tennis. Il rencontre le grand champion Jimmy Torrent, qui le prend sous sa protection.
Après s'être secourus à tour de rôle dans le premier épisode (Jari et le champion), ils se retrouvent ensuite confrontés aux cataclysmes, à la détresse, au banditisme, à la pauvreté, à l'amnésie, à la rancune, au dopage, à la drogue…
Jari et Jimmy Torrent essayent de promouvoir et défendre le sport, de vaincre les difficultés de leur propre vie, et de venir en aide aux autres, sportifs ou non.
Ils apparaissent également dans le second tome de Michel Vaillant de Jean Graton : Le Pilote sans visage. Le pilote les conduit sportivement avec Monsieur Berthault jusqu'à la demeure de ce dernier.

## Scénario et dessin
Raymond Reding est l'auteur du scénario et des dessins. Sur le thème du tennis, il écrit des scénarios à suspense mêlé d'émotion, de façon bien construite. Son dessin est dynamique, précis et bien documenté.
Les épisodes sont publiés dans Le Journal de Tintin, et dans Tintin Sélection, de 1957 à 1978. Certains d'entre eux paraissent en albums aux éditions du Lombard ; Bédéscope en a publié des rééditions.

## Personnages principaux
- Jari : héros de la série, jeune vendeur de journaux, orphelin, ramasseur de balles puis joueur de tennis[4]
- Jimmy Torrent : chirurgien anglais, joueur de tennis amateur puis entraîneur professionnel
- Mich : jeune ami parisien de Jari
- Monsieur Berthault : industriel, constructeur de voitures et philanthrope

## Épisodes
Les épisodes sont indiqués ici dans l'ordre de parution dans le Journal Tintin, pas dans l'ordre de parution en album, qui ne respecte pas l'ordre chronologique de la série.
- Jari et le champion, 1957 : numéros 468-497 du journal Tintin de l'édition française ; no 35 de 1957 au no 12 de 1958 de Tintin belge ;
- Jari dans la tourmente, 1958 : no 520-559 (France) ; no 34 (1958)-no 21 (1959) (Belgique) ;
- Le Secret de Jimmy Torrent, 1959 : no 575-605 (France) ; no 37 (1959)-no 15 (1960) (Belgique) ;
- Jari et le plan Z, 1960 : no 621-651 (France) ; no 31 (1960)-no 9 (1961) (Belgique) ;
- La Dernière Chance de Larry Parker, 1961
- Le Troisième Goal
- Jari au pays basque
- Jari et le diable rouge
- Guitare et dynamite
- Le Justicier de Malagne
- Le Knack (reprenant plusieurs histoires courtes)